# Revolución de los Jóvenes Turcos
La Revolución de los Jóvenes Turcos de 1908 revocó la suspensión del Parlamento otomano por el sultán Abdul Hamid II, que marca el inicio de la Segunda Era Constitucional. Un hito en la disolución del Imperio Otomano, la Revolución fue producto de una unión poco probable de pluralistas reformistas, nacionalistas turcos, secularistas de orientación occidental, y de hecho cualquier persona que conceda la culpa política del sultán para el estado acosado del Imperio.
La Revolución restauró el Parlamento, que había sido suspendido por el sultán en 1878. Sin embargo, el proceso de suplantar las instituciones monárquicas por instituciones constitucionales y políticas electorales no era ni tan simple, ni tan exangüe como el cambio de régimen. La periferia del Imperio se siguió astillando bajo las presiones de las revoluciones locales.

## Antecedentes
Los exiliados de los Jóvenes Turcos fueron Murad Bey, Ahmed Riza, Damad Mahmud Pasha y el Príncipe Sabaheddin, de los cuales estos dos últimos eran miembros de la familia del sultán Abdul Hamid.

### Congreso de la oposición otomana
Dos congresos de la oposición al régimen otomano se llevaron a cabo, una en 1902 y otra en 1907. La segunda se celebró en París. El liderazgo incluía a Ahmed Riza, Sabahheddin Bey y Khachatur Maloumian. El objetivo era unir todas las facciones, incluyendo los Jóvenes Turcos, para hacer avanzar la revolución. Sin embargo, algunas diferencias, como por ejemplo las relativas al nacionalismo, demostraron ser irreconciliables e impidieron formar  una verdadera alianza.
Dos de los grupos revolucionarios más importantes que trataron de derrocar al sultán Abdul Hamid II habían sido el FRA y el Comité de Unión y Progreso (CUP). En una asamblea general en 1907, la Federación Revolucionaria Armenia (ARF) se dio cuenta de que los revolucionarios armenios y turcos compartían las mismas metas. La FRA decidió cooperar con el Comité de Unión y Progreso. El "Segundo Congreso de la Oposición Otomana" tuvo lugar en París (Francia) en 1907. Los dirigentes de la oposición, incluyendo a Ahmed Riza (liberal), el príncipe Sabaheddin y Khachatur Maloumian del ARF, estuvieron presentes. Durante la reunión se declaró de forma oficial una alianza entre las dos organizaciones. El ARF decidió cooperar con el Comité de Unión y Progreso, con la esperanza de que, si los Jóvenes Turcos llegasen al poder, los armenios pudieran adquirir la autonomía.

## La Revolución

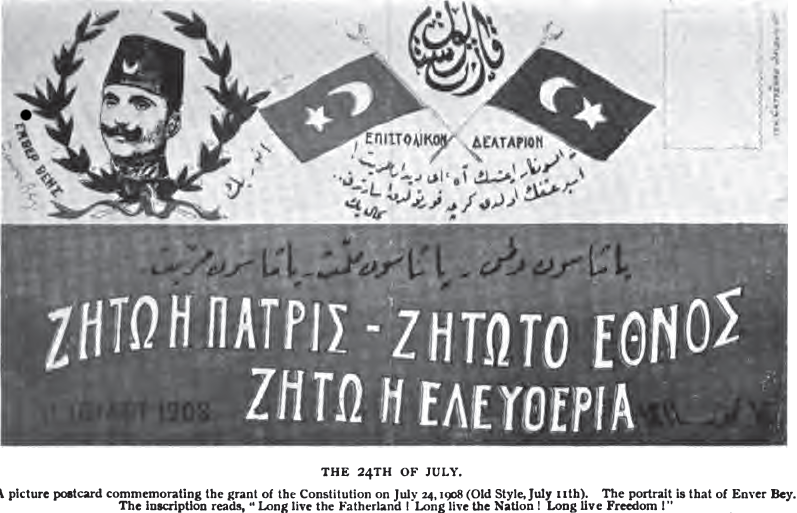
Octavilla de la nueva constitución

### Revuelta
El descontento dentro del 3.er Cuerpo de Ejército en Macedonia fue la razón principal de la revuelta. El mayor Ahmed Niyazi, temiendo el descubrimiento de su tendencia política por un comité de investigación enviado desde la capital, marchó de Resen el 3 de julio de 1908 con 200 seguidores, exigiendo la restauración de la Constitución. El intento del sultán por reprimir este levantamiento fracasó debido a la popularidad del movimiento entre los propios soldados. La rebelión se extendió rápidamente. El 24 de julio Abdul Hamid anunció la restauración de la Constitución.

### Nueva convocatoria del Parlamento
Las alianzas de los Jóvenes Turcos y organizaciones de expatriados de los diversos grupos étnicos, como la Federación Revolucionaria Armenia, comenzaron a fracturarse, y de hecho los Jóvenes Turcos se esforzaron por lograr el consenso entre sus propias filas.
La adopción de una forma agresiva de otomanismo del Comité de Unión y Progreso fracasó.  Sus opositores, que la consideran equivalente a la turquificación, consideraban que restringiría aún más las relaciones entre las minorías étnicas y su gobierno en ciernes.

## Resultados
Un resultado importante de la Revolución de los Jóvenes Turcos de 1908 fue
- La creación gradual de una nueva élite gobernante.
- Indirectamente condujo a la deposición del sultán Abdul Hamid II a Mehmed V al año siguiente
- Abrir una vía para la consolidación de la administración civil y militar otomana, Golpe de Estado de 1913.
- Jóvenes Turcos, las pequeñas organizaciones, consolidado en el marco del Comité de Unión y Progreso (CUP).
- Comité de Unión y Progreso se convirtió en el nuevo centro de poder en la política otomana.
- Federación Revolucionaria Armenia reemplazó a la élite armenia anterior a 1908, que había sido compuesta por comerciantes, artesanos y clérigos que había visto a su futuro en la obtención de más privilegios dentro de los límites de la versión del estado del otomanismo.[cita requerida]
- La élite albanesa musulmana, que se habían beneficiado en gran medida del régimen hamidiano a cambio de su fidelidad al sultán, también fue sustituido por una élite intelectual-nacionalista. Con miembros como Bajram Curri, Nexhib Draga y Myfit Libohova, la revolución apuntaba a unir a los albaneses de tres credos diferentes bajo la bandera de Skenderbeu y pidió reformas a beneficio de todos los albaneses.
- En algunas comunidades, como la judía (cf. Judíos en la Europa islámica y África del Norte e Historia de los judíos en Turquía), grupos reformistas emulando a los Jóvenes Turcos derrocaron a la élite gobernante conservadora y las reemplazó con una reformista.